# Краснянский, Эммануил Борисович
Эммануил Борисович Краснянский (8 (20) мая 1891 — 11 или 15 декабря 1982) — советский театральный режиссёр, заслуженный деятель искусств РСФСР (1956). Работал во многих видах сценического искусства: в опере, на эстраде, в цирке, драме, в театре сатиры и миниатюр. Заслуженный артист РСФСР (1937). Заслуженный деятель искусств РСФСР (18 июля 1956)

## Биография
Родился 8 (20) мая 1891 года в Тифлисе (ныне — Тбилиси), в состоятельной семье. Его отец Борис Григорьевич Краснянский (1862 — 25 мая 1939, Антверпен) был горнопромышленником и купцом первой гильдии.
Работу на театральном поприще начал совсем молодым человеком в 1912 году. Учился в гимназии в Тифлисе. В 1917 году окончил юридический факультет Харьковского университета.
В 1920—1921 годах режиссёр театра Народного дома в театре Главполитпросвета в Тифлисе. В 1922 году — в московском театре Главполитпросвета, затем в Замоскворецком драматическом театре. В 1923—1924 годах — художественный руководитель оперной мастерской «Молодое творчество», где поставил оперу «Паяцы» Р. Леонкавалло. Одновременно, в 1923—1924 годах — в Ленинградском театре Сатиры; однако и уйдя оттуда, продолжал там работать наездами, создав часть постановок в театре в 1927 году.
В 1924—1930 годах — режиссёр Московского театра Сатиры. При этом неоднократно ездил в Ленинград, ставя спектакли там в Театре сатиры и комедии. Одновременно с 1929 года работал над цирковыми представлениями; совместно с В. Труцци поставил в Москве пантомиму «Махновщина».
В 1930—1941 годах — режиссёр, затем художественный руководитель 1-го передвижного рабочего театра (впоследствии Московский театр им. Баумана). Первое время работы в театре, в 1931—1934 годах, одновременно занимал должность художественного руководителя Московского цирка.
В 1942 году был назначен режиссёром Московского театра Сатиры, но все московские театры были эвакуированы из-за близости гитлеровских войск, и режиссёр был вскоре переведен в Челябинск. В 1942 или 1943 — 1944 годах — во время войны — в Челябинском драматическом театре им. С. М. Цвиллинга, главный режиссёр. Сайт Челябинска рассказывает, что Э. Краснянский за два сезона работы в городе поставил всего четыре спектакля, но каждый из них стал большим событием в жизни театра.
1944—1960 годах — режиссёр Московского театра сатиры. В 1960—1968 годах — художественный руководитель курса мастерства актёра в ГУЦЭИ. С 1960 года также ставил спектакли в разных театрах страны и на телевидении. Руководил самодеятельными коллективами.
Написал мемуарные книги «Встречи в пути» (1967) и «Слуги трех муз» (1987), другие работы («Процесс создания спектакля»: В помощь молодому режиссеру / Всероссийское театральное общество. М.,, 1956. — 160 с.).
Урна с прахом в колумбарии Донского кладбища.

## Семья
Дочь — Марьяна Эммануиловна Краснянская (1932—2008), советский театральный деятель, редактор телевидения, работала в циклах телепередач «От всей души», «КВН». В последние годы работала в Московском Доме актёра.
Брат — Виктор Борисович Краснянский (1905, Тифлис — после 1946), жил в Антверпене.

## Постановки
- 1923/1924 — «Паяцы» Р. Леонкавалло — оперная мастерская «Молодое творчество»
- 1927 — «Склока» — Ленинградский театр Сатиры
- 1927 — «114-я статья» В. Е. Ардова и Л. В. Никулина — Ленинградский театр Сатиры.
- 1927 — «Дом на перекрестке» М. Я. Тригера — Московский театр сатиры
- 1928 — «Лира напрокат» В. В. Шкваркина — Московский театр сатиры
- 1928 — «Квадратура круга» В. П. Катаева — Московский театр сатиры
- 1929 — «Браки заключаются в небесах» В. Газенклевера — Московский театр сатиры
- 1930 — «Ледолом» К.Горбунова — Московский театр им. Баумана
- 1935 — «Конёк-Горбунок» по П. Ершову
- 1936 — «Ночь перед Рождеством» по Н. В. Гоголю
- 1936[1] или 1938[6] — «Аристократы» Н. Ф. Погодина — Московский театр им. Баумана
- «Нора» — Московский театр им. Баумана
- «Овод» по Э.-Л.Войнич — Московский театр им. Баумана
- 1938 — «Фома Гордеев» по М. Горькому — Московский театр им. Баумана
- 1938 — «Далекое» А. Н. Афиногенова — Московский театр им. Баумана
- 1940 — «Простые сердца» К. Г. Паустовского — Московский театр им. Баумана
- 1940 — «Комедия ошибок» Шекспира — Московский театр им. Баумана
- 1941 — «Дядя Ваня» А. П. Чехова — Московский театр им. Баумана
- 1942 — «Надежда Дурова» С. В. Шервинского, К. А. Липскерова и А. С. Кочеткова — Московский театр сатиры
- 1943 — «Надежда Дурова» С. В. Шервинского, К. А. Липскерова и А. С. Кочеткова — Челябинский драматический театр
- 1943 — «Нашествие» Л. М. Леонова — Челябинский драматический театр
- 1943 — «Комедия ошибок» Шекспира — Челябинский драматический театр
- 1944 — «Три сестры» А. П. Чехова — Челябинский драматический театр. Спектакль был отмечен на республиканском смотре произведений русской классики[8].
- 1946 — «Пенелопа» С. Моэма — Московский театр сатиры
- 1947 — «Человек с того света» В. А. Дыховичного, М. Р. Слободского — Московский театр сатиры
- 1948 — «Лев Гурыч Синичкин» А. М. Бонди по Д. Т. Ленскому — Московский театр сатиры
- 1950 — «Комедия ошибок» Шекспира — Московский театр сатиры
- 1950 — «Петербургские трущобы» по «Домам вдовца» Б. Шоу — Московский театр сатиры
- 1951 — «Господин Дюруа» по «Милому другу» Г. де Мопассана — Московский театр сатиры
- 1955 — «Поцелуй феи» З. Е. Гердта и М. Г. Львовского — Московский театр сатиры
- 1953 — «Где эта улица, где этот дом?» В. А. Дыховичного и М. Р. Слободского — Московский театр сатиры
- 1958 — «Золотой телёнок» по И. Ильфу и Е. Петрову — Московский театр сатиры